# Кардон (Бурятия)
Кардо́н — село в Тарбагатайском районе Бурятии. Входит в сельское поселение «Шалутское».

## География
Расположено на правом берегу Селенги у железнодорожного моста южной линии Улан-Удэ — Наушки Восточно-Сибирской железной дороги. Ближайшая ж/д станция — Шалуты — в 2 км к северо-востоку от села. Здесь же, севернее станции — центр сельского поселения село Солонцы.
В трёхстах метрах от юго-восточной окраины Кардона проходит федеральная автомагистраль Р258 «Байкал», по которой в 14 км южнее находится районный центр — село Тарбагатай.

## История
В местности, где находится нынешнее село, в XIX веке существовал пересыльный пункт для перевода арестантов, имевший название Кордон. К началу XX века здесь была заимка Луг тарбагатайских крестьян Гордеевых. В начале 1920-х годов сюда, на правый берег Селенги, стали переселяться семейские из Тарбагатая, Десятникова, Бурнашева и других сёл. В 1930-х годах через село прошла железнодорожная линия Улан-Удэ — Наушки и близ Кардона был построен мост через Селенгу. Ввиду отчуждения земель под строительство железной дороги, часть жителей села была переселена в Куналейский посёлок (ныне Солонцы).

## Население
| 2002 | 2010 |
| ---- | ---- |
| 168  | ↘164 |